# (33032) 1997 RQ8
1997 RQ8 (asteroide 33032) é um asteroide da cintura principal. Possui uma excentricidade de 0.19463800 e uma inclinação de 1.80974º.
Este asteroide foi descoberto no dia 12 de setembro de 1997 por Beijing Schmidt CCD Asteroid Program em Xinglong.